# Johan Evertsen
Johan Evertsen (ur. 1 lutego 1600 w Vlissingen, zm. 5 sierpnia 1666) – admirał holenderski.
Brat Cornelisa starszego. W 1628 został komandorem. W bitwie na płyciźnie Downs walczył pod rozkazami Maartena Trompa. Podczas pierwszej wojny angielsko-holenderskiej był dowódcą eskadry zelandzkiej. Podczas bitwy pod Scheveningen objął naczelne dowództwo floty holenderskiej po śmierci M. Trompa. W bitwie pod North Foreland został śmiertelnie ranny.